# Wallace Bishop
Wallace Henri Bishop, dit aussi Henri « Bish », est un batteur américain (Chicago, Illinois, 17 février 1906 - Hilversum, Pays-Bas, 1er mai 1986).

## Discographie

### Enregistrements
- Sensational Mood (1932)
- Cavernism (1933)
- Flany Doodle Swing (1937)
- Pianology (1937)

### En grand orchestre
- Snappy Rhythm (1949)

### Avec Hines
- Night Life (1949)

### Avec Clayton
- Them Their Eyes (1967)
- Crazy Rhythm (1968)

### Avec M. Buckner
- Buddy Tate